# Pandsch
Der Pandsch oder Pjandsch (auch Pandz, Pjandz oder Pandscha; persisch پنج Pandsch, DMG panǧ; tadschikisch Панҷ Pandsch; russisch Пяндж Pjandsch) ist der 921 km lange, linke Quellfluss des Amudarja in Zentralasien. Als der deutlich wasserreichere Quellfluss stellt er hydrologisch den Hauptstrang des Amudarja-Flusssystems dar.

## Flusslauf
Der Fluss entsteht auf der Grenze des zu Afghanistan gehörenden Wachankorridors in Badachschan zur tadschikischen Autonomen Provinz Berg-Badachschan. Dort bildet er sich an der Nahtstelle der Hochgebirge Pamir und Hindukusch südöstlich des 6726 m hohen Pik Karl Marx unterhalb der tadschikischen Ortschaft Langar und oberhalb der afghanischen Ortschaft Qala Panja in 2799 m Höhe aus der Vereinigung des Flusses Pamir und des größeren Wachandarja. Zusammen mit letzterem hat der Pandsch eine Länge von 1141 km.
Von dort wendet sich der Pandsch, der ein enges und schluchtenreiches Tal durchfließt, weiterhin auf der Grenze von Afghanistan und Tadschikistan überwiegend in westliche Richtungen. Er erreicht Ischkaschim und passiert den nur etwas südlich der Stadt 7690 m hoch aufragenden Tirich Mir, den höchsten Berg des Hindukusch, um danach nach Norden abzuknicken. Direkt westlich von Chorugh mündet der von Osten aus dem Pamirgebirge kommende Fluss Gunt auf 2062 m Höhe ein. Etwas weiter nördlich fließt ihm bei Womar das Wasser des Bartang auf 1979 m Höhe zu. Anschließend wendet sich der Pandsch allmählich in Richtung Westen, wobei ihm weiterhin die Grenze von Afghanistan und Tadschikistan folgt.
Unterhalb der Siedlung (bis 2007 Stadt) Pandsch vereinigt er sich ein paar Kilometer unterhalb eines Binnendeltas auf nur noch rund 310 m Höhe mit dem Wachsch zum Amudarja. Seine Wasserführung beträgt hier gut 1000 m³/s gegenüber gut 600 m³/s des Wachsch.

## Strategische Bedeutung
Der Pandsch spielte in der sowjetischen Zeit für das Militär eine wichtige Rolle und war in den 1980er Jahren auch ein strategisch wichtiger Fluss für das afghanische Militär.
Straßenbrücken über den Pandsch im Bereich der Autonomen Provinz Berg-Badachschan gibt es in Ischkoschim (zum afghanischen Ischkaschim), bei Chorugh und in Qalai Chumb. Weiter flussabwärts fehlten sie lange. Seit 2007 gibt es bei Pandschi Pojon (früher russisch Nischni Pjandsch), etwa 25 km oberhalb des Zusammenflusses mit dem Wachsch, an der Grenze zwischen Afghanistan und Tadschikistan eine weitere Brücke. Die 673 m lange Konstruktion wurde von den USA mit Beteiligung Norwegens finanziert. Die Brücke verkürzt die Transportwege in der Region erheblich. Seitdem können bei diesem Übergang um ein Vielfaches mehr Fahrzeuge den Fluss überqueren. Mit der vorherigen Fährverbindung konnten zuvor am Tag nur maximal 60 Autos transportiert werden, außerdem fiel sie mehrere Monate im Jahr aufgrund zu starker Strömung des Flusses komplett aus. Diese Brücke auf der Strecke von Kabul über Kunduz nach Duschanbe hat inzwischen auch strategische Bedeutung für den internationalen Drogenhandel von Afghanistan über Tadschikistan in Richtung Russland und in den Westen erlangt.